# Gary Baker
Gary Baker (* 8. August 1952 in Niagara Falls, New York) ist ein US-amerikanischer Produzent und Songwriter. Er war unter anderem erfolgreich mit dem Hit I Swear, den im Original John Michael Montgomery sang und der als kommerziell erfolgreiche Coverversion von All-4-One erschien und damit weltweit 1994 zu einem Bestseller wurde. 2010 sang er den Titel gemeinsam mit elf Teilnehmerinnen der deutschen Castingshow Popstars und erreichte Platz 69 der deutschen Single-Charts.
Darüber hinaus war er tätig für die Backstreet Boys, LeAnn Rimes, Ronan Keating, Boyzone, Jessica Simpson und 98 Degrees.